# Famille Legge (Angleterre)
Cette page explique l’histoire ou répertorie les différents membres de la famille Legge.
La famille Legge est une famille subsistante de la noblesse britannique, originaire du comté du Hampshire. Elle s'est distinguée par les fonctions politiques et militaires occupées par ses membres.
Elle a été illustrée par George Legge, 3e comte de Dartmouth, président de la Commission de Contrôle (1755-1810).

## Histoire
La famille soutient Charles Ier d'Angleterre lors de la première guerre civile anglaise, cependant William Legge est emprisonné à la prison de Gatehouse par la Chambre des communes. Il s'enfuit et se lie d'amitié avec le prince Rupert de Bavière. Il est plusieurs fois fait prisonnier durant les guerres civiles anglaises pour Haute trahison car il participe à plusieurs soulèvements en faveur de la Maison Stuart, il est finalement de nouveau emprisonné en 1659 à la Tour de Londres avant la Restauration de Charles II d'Angleterre en 1660. La famille est récompensée de son soutien après les évènements.
Elle soutient Jacques II d'Angleterre de la Maison Stuart contre Guillaume d'Orange lors de la Glorieuse Révolution. Elle perd toutes ses fonctions après la guerre aussi George Legge, 1er baron Dartmouth est emprisonné et décède à la Tour de Londres.
La famille Legge soutien l'accession de la Maison de Hanovre sur le trône à la suite du décès de la reine Anne de Grande-Bretagne ce qui lui permet d'obtenir le titre de comte.
Henry Bilson-Legge ajoute « Bilson » à son nom « Legge » pour « Bilson-Legge » en référence à son cousin Leonard Bilson (1681-1715) dont il hérite de la fortune et des propriétés faute de descendance,.
Harry Legge-Bourke ajoute « Bourke » à son nom « Legge » pour « Legge-Bourke » par licence royale, en référence à son grand-oncle Henry Bourke (1840-1911), époux de la sœur de sa grand-mère paternelle, décédé sans enfants.

## Personnalités

### Comtes de Dartmouth
- William Legge (1608-1670), homme politique et militaire, fils d'Edward Legge ;
- George Legge, 1er baron Dartmouth (1647-1691), homme politique et militaire, fils du précédent ;
- William Legge, 1er comte de Dartmouth (1672-1750), homme politique, fils du précédent ;
- William Legge, 2e comte de Dartmouth (1731-1801), homme politique, petit-fils du précédent ;
- George Legge, 3e comte de Dartmouth (1755-1810), homme politique, fils du précédent ;
- William Legge, 4e comte de Dartmouth (1784-1853), homme politique, fils du précédent ;
- William Legge, 5e comte de Dartmouth (1823-1891), homme politique, fils du précédent ;
- William Legge, 6e comte de Dartmouth (1851-1936), homme politique et militaire, fils du précédent ;
- William Legge, 7e comte de Dartmouth (1881-1958), homme politique et militaire, fils du précédent ;
- Humphry Legge, 8e comte de Dartmouth (1888-1962), homme politique et militaire, frère du précédent ;
- Gerald Legge, 9e comte de Dartmouth (1924-1997), homme politique et militaire, fils du précédent ;
- William Legge, 10e comte de Dartmouth (1949-), homme politique, fils du précédent ;
- Edward Legge (1710-1747), homme politique, fils de William Legge, 1er comte de Dartmouth ;
- Edward Legge (1767-1827), homme d'église, petit-neveu du précédent ;
- Augustus Legge (1839-1913), homme d'église, petit-neveu du précédent ;
- Harry Legge-Bourke (1914-1973), homme politique et militaire, arrière petit-fils de William Legge, 5e comte de Dartmouth.

### Barons Stawell
- Henry Bilson-Legge (1708-1764), homme politique, fils de William Legge, 1er comte de Dartmouth ;
- Henry Bilson-Legge, 2e baron Stawell(1757-1820), homme politique, fils du précédent.

## Titres et armoiries

### Titres
- Comte de Dartmouth (5 septembre 1771)[5]
(Pairie de Grande-Bretagne)
  - Vicomte Lewisham (5 septembre 1771)[5]
(Pairie de Grande-Bretagne)
  - Baron Dartmouth (2 décembre 1682)[6]
(Pairie d'Angleterre)
- Baron Stawell (21 mai 1760)[7]
(Pairie de Grande-Bretagne)

## Généalogie
Cet arbre généalogique représente la lignée agnatique, par conséquent seul la descendance patronymique est développée.

### Arbre généalogique de la famille Legge
Arbre généalogique de la famille Legge
- Thomas Legge (≈1300-1353) X (1330) Elizabeth Beauchamp (1317-?)
  - Simon Legge (≈1330-1400) X Joan Clavering (?-?)
    - Thomas Legge (≈1350-1400) X (1370) Margaret Blount (≈1350-1400)
      - Inconnus
        - William Legge (1521-1571) X Anne Bermingham (1525-?)
          - Edward Legge (1543-1616) X Mary Walsh (?-?)
            - William Legge (1608-1670) X (1642) Elizabeth Washington (≈1616-1688)
              - suite de l'arbre généalogique : comtes de Dartmouth

          - John Legge (?-?) X ?
            - Margaret Legge (1635-?) X (1654) James Barnewall (1634-1692)

  - John Legge (≈1332-1381)

### Suite de l'arbre généalogique
- George Legge, 1er baron Dartmouth (1647-1691) X (1667) Barbara Archibald (1649-1718)
  - Mary Legge (1668-1753) X (1685) Philip Musgrave (1661-1689) (dont descendance) puis épouse John Crawford (?-?) (sans descendance).
  - Suzanna Legge (1670-1739)
  - William Legge, 1er comte de Dartmouth (1672-1750) X (1700) Anne Finch (1680-1751)
    - George Legge, vicomte Lewisham (1704-1732) X (1722) Elizabeth Kaye (≈1706-1745)
      - Anne Legge (?-1786) X (1760) James Brudenell, 5e comte de Cardigan (1725-1811)
      - William Legge, 2 comte de Dartmouth (1731-1701) X (1755) Frances Nicoll (1732-1805)
        - George Legge, 3e comte de Dartmouth (1755-1810) X (1782) Frances Finch (1761-1838)
          - William Legge, 4e comte de Dartmouth (1784-1853) X (1820) Frances Chetwynd-Talbot (1801-1823)
            - William Legge, 5e comte de Dartmouth (1823-1891) X (1846) Augusta Finch (1822-1900)
              - William Legge, 6e comte de Dartmouth (1851-1936) X (1879) Mary Coke (1849-1929)
                - William Legge, 7e comte de Dartmouth (1881-1958) X (1905) Ruperta Wynn-Carington (1883-1963)
                  - Mary Legge (1906-2003) X (1929) Noël Findlay (1899-1976)
                  - Elizabeth Legge (1909-2000) X (1931)" Ronald Basset (1898-1972)
                  - Diana Legge (1910-1970) X (1937) John Hamilton-Russell (1911-1943) (dont descendance) puis épouse Adrian Matthews (?-1976) en 1947 (sans descendance).
                  - William Legge, vicomte Lewisham (1913-1942)
                  - Barbara Legge (1916-2013) X (1945) Adam Kwiatkowski (1921-2004)
                  - Josceline Legge (1918-1995) X (1946) Dermot Chichester, 7e marquis de Donegall (1916-2007)

                - Gerald Legge (1882-1915)
                - Dorothy Legge (1883-1974) X (1907) Francis Meynell (1880-1941)
                - Joan Legge (1885-1939)
                - Humphry Legge, 8e comte de Dartmouth (1888-1962) X (1923) Roma Horlick (1903-2003)
                  - Gerald Legge, 9e comte de Dartmouth (1924-1997) X (1948) Raine McCorquodale (1929-2005) (dont descendance) puis épouse Gwendoline Seguin (1927-?) en 1980 (sans descendance).
                    - William Legge, 10e comte de Dartmouth (1949-) X (2009) Fiona Campbell (?-)
                    - Rupert Legge (1951-) X (1984) Victoria Ottley (?-)
                      - Edward Legge (1986-)
                      - Claudia Legge (1989-)

                    - Charlotte Legge (1963-) X (1990) Alessandro Paternò Castello, 13e duc de Cárcaci (1961-)
                    - Henry Legge (1968-) X (1995) Cressida Hogg (?-)
                      - Violet Legge (2000-)
                      - Olivia Legge (2002-)
                      - Hebe Legge (2005-)

                  - Heather Legge (1925-2011) X (1948) Rognvald Herschell, 3e baron Herschell (1923-2008)

              - Henry Legge (1852-1924) X (1884) Amy Lambart (1852-1927)
                - Victoria Legge-Bourke (1885-1965) X (1909) Richard Williams-Bulkeley (1887-1918) (dont descendance) puis épouse Roland Norman (1895-1958) en 1921 (dont descendance).
                - Nigel Legge-Bourke (1889-1914) X (1913) Victoria Wynn-Carington (1892-1966)
                  - Harry Legge-Bourke (1914-1973) X (1938) Catherine Grant (1917-2007)
                    - William Legge-Bourke (1939-2009) X (1964) Elizabeth Bailey (1943-)
                      - Alexandra Legge-Bourke (1965-) X (1999) Charles Pettifer (1965-)
                      - Zara Legge-Bourke (1966-) X (1985) Richard Plunkett-Ernle-Erle-Drax (1958-) (dont descendance) puis épouse Angus Gordon-Lennox (1964-) en 2000 (sans descendance).
                      - Harry Legge-Bourke (1972-) X (2000) Iona Maclean (1969-)
                        - Lachlan Legge-Bourke (2003-)
                        - Serena Legge-Bourke (2008-)

                    - Heneage Legge-Bourke (1948-) X (1978) Maria de Sá-Carneiro (?-)
                      - Eleanor Legge-Bourke (1980-)
                      - Edward Legge-Bourke (1984-)

                    - Victoria Legge-Bourke (1950-) X

          - William Legge, 4e comte de Dartmouth (1784-1853) X (1828) France Barrington (1802-1849)
            - Frances Legge (1830-1922) X (1862) George Michell (1805-1866)
            - Louisa Legge (1831-?)
            - George Legge (1831-1900) X (1860) Sophia Levett (1838-1895)
              - Arthur Legge (1863-1934) X (1918) Lucy Hogg (1867-1940)
              - Robert Legge (1864-1905) X (1896) Margaret Evans (?-1925)
              - Hugh Legge (1870-1944) X (1917) Bessie Pether (?-1950)
                - John Legge (1918-1989) X (1940) Gertrude Wood (?-2002)
                  - Jane Legge (1941-) X (1977) John Day (?-2017)
                  - Hugh Legge (1945-) X (1977) Julia Taylor (?-)
                    - Robin Legge (1980-)
                    - Colin Legge (1982-)

                  - Hannah Legge (1947-1987)

              - Margaret Legge (1872-1957)

            - Beatrix Legge (1833-1872)
            - Edward Legge (1834-1900) X (1873) Cordelia Molesworth (1855-1915)
              - Walter Legge (1874-1949) X (1905) Jane Guinness (1867-1943)
              - Lois Legge (1881-1961) X (1906)' Ernest Denny (1872-1949)
              - Montague Legge (1883-1951)
              - John Legge (1886-1954) X (1917) Haroldine Peck (?-1970)
                - Virginia Legge (1922-2000) X (1966) Nial O'Neill (1918-1980)

              - Heneage Legge (1890-1956)
              - Cecilia Legge (1895-1975) X (1916) Reginald Errington (1888-1975)

            - Katherine Legge (1838-1914) X (1863) Robert Robertson-Eustace (1828-1889)
            - Florence Legge (1839-1917) X (1858) Nathaniel Barnardiston (1832-1916)
            - Augustus Legge (1839-1913) X (1877) Fanny Stopford-Sackville (1841-1911)
              - Francis Legge (1880-1966) X (1909) Mabel Lucena (1876-1963)
                - Christopher Legge (1911-2004) X (1952) Kari Brebeck (1911-1971) (dont descendance) puis épouse Signe White (?-?) en 1979 (dont descendance).
                  - Robert Legge (1953-1975)
                  - Christopher Legge (1955-)
                  - Barbara Legge (1960-)

                - Fanny Legge (1912-1997) X (1940) Philip Lewis (?-1968)

              - George Legge (1882-1952)
              - Beatrice Legge (1993-1954) X (1919) Thomas Goudge (1870-1954)
              - Rhoda Legge (1887-1973)

            - Barbara Legge (1841-1909) X (1875) Huyshe Yeatman-Biggs (1845-1922)
            - Charles Legge (1842-1907) X (1868) Mary Garnier (1836-1896)
              - William Legge (1869-1946) X (1902) Constance Palmer (?-1864)
                - Paul Legge (1906-1969) X Olga Robinson (1905-1982) (dont descendance) puis épouse Nellie Dewey (?-?) en 1948 (sans descendance).
                  - William Legge (?-?)

                - Charles Legge (1908-1911)
                - Peter Legge (1910-2000) X (1937) Mary Dwyer (?-?) (dont descendance) puis épouse Violet Wallace (?-?) en 1955 (sans descendance).
                  - Michael Legge (1938-) X (1965) Kim Hoang (?-1995)
                    - Nicola Legge (1967-)
                    - Julian Legge (1969-)

                  - David Legge (1941-) X (1966) Mary Roden (?-)
                    - Jennifer Legge (1968-) X Peter McCann (1968-)
                    - Christopher Legge (1970-) X  Katie Murray-Hayden (?-)
                      - Oscar Legge (2006-)
                      - Sam Legge (2007-)
                      - Lucy Legge (2009-)

                    - Anna Legge (1972-)
                    - Thomas Legge (1974-)
                    - Andrew Legge (1976-) X (2013) Serena Brabazon (1979-)
                    - John Legge (1984-) X (2014) Jessica Lynch (1984-)
                      - Iseult Legge (2015-)

                  - Susan Legge (1943-) X (1966) Paul Dempsey (?-)

              - Helen Legge (1870-1934)
              - John Legge (1871-1945) X (1908) Grace Dunsmure (1883-1957)
                - Margaret Legge (1908-2001)
                - John Legge (1913-2006) X (1945) Esmé Cameron (1910-2007)
                  - Elizabeth Legge (1946-) X
                  - Derek Legge (1949-1996) X (1990) Jacqueline Hollaway (?-)
                    - Victoria Legge (1990-)
                    - Henry Legge (1993-)

                - David Legge (1916-2001) X (1944) Patria Hornung (1919-2014)
                  - Anthea Legge (1946-) X (1969) Richard Roundell (1944-)
                  - Richard Legge (1949-) X (1972) Lesley Ledger (1945-)
                    - Johnathan Legge (1979-)
                    - Thomas Legge (1983-)

              - Thomas Legge (1872-1949) X (1903) Emily Reed (1885-1961)
                - Mary Legge (1905-?) X (1934) George Low (?-?)
                - Gounter Legge (1909-1992) X (1936) Joyce Brown (?-?)
                  - Traver Legge (1942-) X (1972) Helen Downie (?-)
                    - Angela Legge (1975-)
                    - Janet Legge (1980-)

                - Ronald Legge (1918-1925)

              - Francis Legge (1873-1940)
              - Ronald Legge (1878-1914) X (1910) Phyllis Ford (1886-1967)
                - Rupert Legge (1911-1944) X (1940) Anne Adam (?-1982)
                  - Christian Legge (1942-) X (1973) Christopher Sharman (?-)
                  - Rupert Legge (1944-) X (1968) Jacqueline Ubsdell (?-)
                    - Edward Legge (1971-)
                    - Philippa Legge (1972-) X Rupert Abrahams (?-)

            - Charlotte Legge (1844-1908)
            - Heneage Legge (1845-1911)
            - Harriet Legge (1847-1927)
            - Wilhelmina Legge (1849-1928) X (1874) John Brooke (1844-1899)

          - Louisa Legge (1787-1816) X (1807) William Bagot, 2e baron Bagot) (1773-1856)
          - Heneage Legge (1788-1844) X (1821) Mary Johnstone (?-1848)
          - Charlotte Legge (1789-1877) X (1816) George Neville-Grenville (1789-1854)
          - Harriet Legge (1790-1855) X (1815) Edward Paget (1755-1849)
          - Barbara Legge (1791-1840) X (1820) Francis Newdigate (1774-1863)
          - Arthur Legge (1800-1890) X (1827) Anne Holroyd (1804-1829) (sans descendance) puis épouse Caroline Bouwens (?-1882) en 1837 (dont descendance).
            - Alfred Legge (1839-1906) X (1888) Lydia Lambart (1846-1931)
            - Alice Legge (?-1914) X (1880) Edward Samson (?-?)

          - Henry Legge (1803-1887) X (1842) Marian Rogers (1814-1890)

        - Henry Legge (1765-1844)
        - Arthur Legge (1766-1835)
        - Edward Legge (1767-1827)
        - Augustus Legge (1773-1828) X (1795) Honora Bagot (1775-1863)
          - Charlotte Legge (1790-1856) X (1825) Arthur Perceval (1799-1853)
          - George Legge (1801-1826) X (1825) Frances Atkins-Bowyer (1804-1869)
          - William Legge (1802-1872)
          - Henry Legge (1803-1879) X (1830) Elizabeth Douglas (1803-1840)
            - Augustus Legge (1835-1906) X (1864) Alice Greenwood (1840-1881)
              - Walter Legge (1865-1946) X (1907) Rebecca Hoskin (?-?)
              - Honora Legge (1867-1947)
              - Beatrice Legge (1870-1949)
              - Frances Legge (1873-1965)
              - Alice Legge (1875-1958) X (1923) William Douglas-Hamilton (1864-1948)

            - Charles Legge (1840-1913)

          - Honora Legge (1816-1897) X (1855) William Coles (?-1867)
          - Louisa Legge (1818-1893) X (1866) Alfred Bishop (1811-1885)

        - Charlotte Legge (1774-1848) X (1795) Charles Duncombe, 1er baron Feversham (1764-1841)

    - Heneage (1704-1759) X (1740) Catherine Fogg (1720-1759)
      - Catherine Legge (1741-1819) X (1765) Charles Chester (1730-1793)
      - Heneage Legge (1747-1827) X (1760) Elizabeth Musgrave (?-?)

    - Henry Bilson-Legge (1708-1764) X (1750) Mary Stawell, 1re baronne Stawell (1725-1780)
      - Henry Bilson-Legge, 2e baron Stawell (1757-1820) X (1779) Mary Curzon (1760-1804)
        - Mary Legge (1780-1864) X (1803) John Dutton, 2e baron Sherborne (1779-1862)

    - Barbara Legge (1709-1765) X (1724) Sir Walter Bagot, 5e baronnet de Blithfield Hall (1720-1768)
    - Edward Legge (1710-1747)
    - Anne Legge (1720-1740) X (1739) Sir Lister Holte, 5e baronnet d'Aston

## Alliances

### Alliances anciennes (XIVesiècle-XIXesiècle)
Beauchamp (1330), Blount (1370), Washington (1642), Barnewall (1654), Archibald (1667), Musgrave (1685), Finch (1700, 1782 et 1846), Kaye (1722), Bagot (1724, 1795 et 1807), Holte (1739), Fogg (1740), Stawell (1750), Nicoll (1755), Brudenell (1760), Musgrave (1760), Chester (1765), Curzon (1779), Duncombe (1795), Dutton (1803), Paget (1815), Neville (1816), Newdigate (1820), Chetwynd-Talbot (1820), Johnstone (1821), Atkins-Bowyer (1825), Perceval (1825), Holroyd (1827), Barrington (1828), Douglas (1830), Bouwens (1837), Rogers (1842), Coles (1855), Barnardiston (1858), Levett (1860), Michell (1862), Robertson-Eustace (1863), Greenwood (1864), Bishop (1866), Garnier (1868), Molesworth (1873), Brooke (1874), Yeatman-Biggs (1875), Stopford-Sackville (1877), Coke (1879), Samson (1880), Lambart (1884 et 1888), Evans (1896), Bermingham, Clavering, Crawford, Walsh...

### Alliances contemporaines (XXesiècle-XXIesiècle)
Palmer (1902), Reed (1903), Wynn-Carington (1905 et 1913), Guinness (1905), Denny (1906), Hoskin (1907), Meynell (1907), Dunsmure (1908), Lucena (1909), Williams-Bulkeley (1909), Ford (1910), Errington (1916), Peck (1917), Pether (1917), Hogg (1918), Goudge (1919), Norman (1921), Douglas-Hamilton (1923 et 1937), Horlick (1923), Findlay (1929), Basset (1931), Low (1934), Brown (1936), Dwyer (1937), Grant (1938), Adam (1940), Lewis (1940), Wood (1940), Hornung (1944), Cameron (1945), Kwiatkowski (1945), Chichester (1946), Matthews (1947), Dewey (1948), Herschell (1948), McCorquodale (1948), Brebeck (1952), Wallace (1955), Bailey (1964), Hoang (1965), Dempsey (1966), O'Neill (1966), Roden (1966), Ubsdell (1968), Roundell (1969), Downie (1972), Ledger (1972), Sharman (1973), Day (1977), Taylor (1977), de Sá-Carneiro (1978), White (1979), Seguin (1980), Ottley (1984), Plunkett-Ernle-Erle-Drax (1985), Hollaway (1990), Paternò Castello (1990), Pettifer (1999), Gordon-Lennox (2000), Maclean (2000), Campbell (2009), Brabazon (2013), Lynch (2014), Abrahams, McCann, Murray-Hayden, Robinson...